# Sklep
Sklep je zveza med kostmi pri organizmih, ki imajo skelet. Razdelimo jih glede na gibljivost ali na način, kako so kosti zvezane med seboj, v neprave sklepe (sinartroze) in prave sklepe (artikulacije). Zveze lahko delimo tudi glede na mehaniko sklepov.
Veda znotraj anatomije, ki preučuje sklepe, je artrologija.

## Delitev

### Nepravi sklepi
Nepravi sklep (sinartroza) je sklep brez sklepne špranje, zato je slabo gibljiv. Med sklepnima površinama je hialini hrustanec (sinhondroza), vezivni hrustanec (simfiza) ali vezivo (sindezmoza). Značilna sinhondroza je zveza med prvim rebrom in prsnico. Sramnična zrast je značilna simfiza. Distalna zveza med golenico in mečnico je sindezmoza.
Šiv (sutura) je posebna vezivna zveza med kostmi in je značilna za lobanjske kosti. Šivi v starosti zakostenijo. Pomembni šivi so med čelnico in temenicama (sutura coronalis), med temenicama in zatilnico (sutura lambdoidea) in med obema temenicama (sutura sagittalis).

### Pravi sklepi
Pravi sklepi (artikulacije) so gibljive zveze med dvema ali več kostmi. Kosti so na sklepnih površinah prevlečene z hialinskim hrustancem, ki nima žil in se prehranjuje z difuzijo. Med sklepnima površinama je sklepna špranja (cavum articulare), ki jo izpolnjuje sklepna maža (synovia). Sklep ovija sklepna ovojnica (capsula articularis), ki jo delimo na dve plasti. Zunanja je iz čvrstega veziva (membrana fibrosa) in se nadaljuje v pokostnico. Notranja je nežna sinovialna ovojnica (membrana synovialis), ki je zgrajena iz rahlega veziva. Sinovialna ovojnica vsebuje mnogo žil in čutnih živčnih končičev ter izloča sklepno mažo, ki maže in prehranjuje hrustanec.
Pravi sklepi imajo poleg teh stalnih elementov še pomožne strukture, ki povečujejo stabilnost sklepa. To so vezi in kite mišic ter vezi znotraj sklepa. Posebnosti nekaterih sklepov so vezivno - hrustančni vložki, ki izravnavajo neskladnosti sklepnih površin dveh sosednjih kosti in jim glede na obliko pravimo diskus (discus) ali meniskus (meniscus). Sluzni mešicek (bursa synovialis) je blazinica, ki je zgrajena tako kot sinovialna membrana in je napolnjena s sinovio. Burza zmanšuje trenje kite ob kost in je večkrat tudi v stiku s sklepno špranjo.

### Delitev sklepov po mehaniki
Po mehaniki delimo sklepe na drsne sklepe na brezosne (tudi drsne), enoosne, dvoosne in večosne sklepe.

#### Brezosni sklepi
- Pri drsnih sklepih (articulatio plana) so sklepne površine ravne, zato je drsenje v sklepu neznatno. Primer so sklepi med zapestnicami, nartnicami, sklepnimi odrastki vretenc.

#### Enoosni sklepi
- Tečajasti sklep (ginglymus) je enoosni sklep, ki ima eno sklepno ploskev oblikovano kot valj, drugo pa kot njegov odlitek. Obe sklepni površini ležita prečno na dolgo os kosti. V sklepu izvajamo upogibanje - fleksijo in iztezanje - ekstenzijo. Primer je komolčni sklep ali sklepi med prstnicami.
- Čepasti sklep (articulatio trochoidea) je enoosni sklep in ima sklepni površini enako kot tečajast sklep, le da sta postavljeni vzporedno z dolgo osjo kosti. V sklepu se kosti vrtijo skozi vzdolžno os valja, primer je radio-ulnarni sklep. Gibanje v tem primeru imenujemo pronacija in supinacija. Pri drugih čepastih sklepih imenujemo to gibanje rotacija.

#### Dvoosni sklepi
- Jajčasti sklep (articulatio elipsoidea) je dvoosni sklep, kjer ima konveksna sklepna površina obliko elipsoida, konkavna pa obliko njegovega odlitka. Gibi so upogibanje in iztezanje, odmikanje - abdukcija in primikanje - addukcija. Kombinacija vseh gibov je kroženje - cirkumdukcija, kjer distalni del uda opisuje bazo stožca, vrh stožca je v samem sklepu. Primer je zapestni sklep.
- Sedlast sklep (articulatio sellaris) je drug dvoosni sklep, kjer imata sklepni ploskvi obliko sedel, obrnjenih eno na drugo in zavrtenih za 90 stopinj. Mehanika je enaka kot pri jajčastem sklepu. Primer je palčev sklep na roki.

#### Večosni sklepi
- Kroglast sklep (articulatio spheroidea) je sklep s številnimi osmi, kjer ima konveksna sklepna površina obliko krogle, konkavna pa je njen odlitek. To je sklep v katerem so možni vsi gibi, primer je ramenski sklep.
- Kroglasta enartroza (enarthrosis spheroidea) je posebna vrsta kroglastega sklepa, pri katerem konkavna površina znaša več kot polovico površine konveksne glave sklepa. Zato so gibi manj obsežni kot pri kroglastemu sklepu. Primer je kolčni sklep.

## Gibi v sklepih
V anatomiji se gibanje v sklepih opisuje s strokovnimi izrazi:
- fleksija je upogibanje, kot v sklepu se zmanšuje
- ekstenzija je iztezanje, kot v sklepu se povečuje
- abdukcija je odmikanje od medialne ravnine v lateralno smer
- addukcija je primikanje k medialni ravnini
- rotacija je vrtenje okoli vzdolžne osi sklepa
- cirkumdukcija ali kroženje je gibanje, ko ud s svojim gibanjem opisuje stožec, katerega vrh je v sklepu. Ta gib je kombinacija fleksije, ekstenzije, abdukcije in addukcije
- pronacija ali obračanje navznoter, kosti v podlaktu sta prekrižani, dlan je obrnjena navzad
- supinacija ali obračanje navzven, kosti v podlaktu sta vzporedni, dlan je obrnjena navzgor
- opozicija je postavljanje palca proti drugim prstom
- repozicija je odmikanje palca od drugih prstov

## Sklepi pri človeku

### Sklepi aksialnega skeleta in glave
- zveze med vretenci
- atlanto-okcipitalni sklep
- atlanto-aksialni sklep
- zveze med kostmi prsnega koša
- čeljustni sklep

### Sklepi ramenskega obroča in zgornjega uda
- sklepi ključnice
- ramenski sklep
- komolčni sklep
- koželjnično - podlahtnični sklep
- zapestni sklep
- sklepi roke

### Sklepi medeničnega obroča in spodnjega uda
- sklepi medenice
- kolčni sklep
- kolenski sklep
- sklepa med golenico in mečnico
- zgornji skočni sklep
- spodnji skočni sklep
- sklepi stopala

## Gibljiva povezava med kostmi- diartroza
Vsaka gibljiva povezava med kostmi ima dve sklepni površini. Kosti so na stičnih mestih gladke in po večini jih prekriva sklepni hrustanec (cartilago articularis). Med sklepnima površinama je sklepna špranja (cavum articulare). Sklepni prostor zapira sklepna ovojnica (capsula articularis). Zunanja plast sklepne ovojnice je iz trdega kolagenega veziva in prehaja na pokostnico. Notranja plast je sinovialna membrana (membrana synovialis) iz mehkega veziva, v katerem je veliko žil in čutnih živčnih končičev. Ta plast izloča sklepno mažo (sinovia), bistro lepljivo snov, ki prehranjuje hrustanec.
Sklepno ovojnico po navadi krepijo trdne vezi (ligamenta articularia). Med sklepnima površinama je včasih vezivna hrustančasta ploščica (discus ali meniscus), ki uravnava neskladnost sklepnih površin.